# Kanton Viverols
Kanton Viverols (fr. Canton de Viverols) je francouzský kanton v departementu Puy-de-Dôme v regionu Auvergne. Tvoří ho sedm obcí.

## Obce kantonu
- Baffie
- Églisolles
- Medeyrolles
- Saillant
- Saint-Just
- Sauvessanges
- Viverols